# Justus Stöcklin
Justus Stöcklin (* 4. Mai 1860 in Ettingen; † 12. Juli 1943 in Basel) war ein Schweizer Lehrer und Autor. 

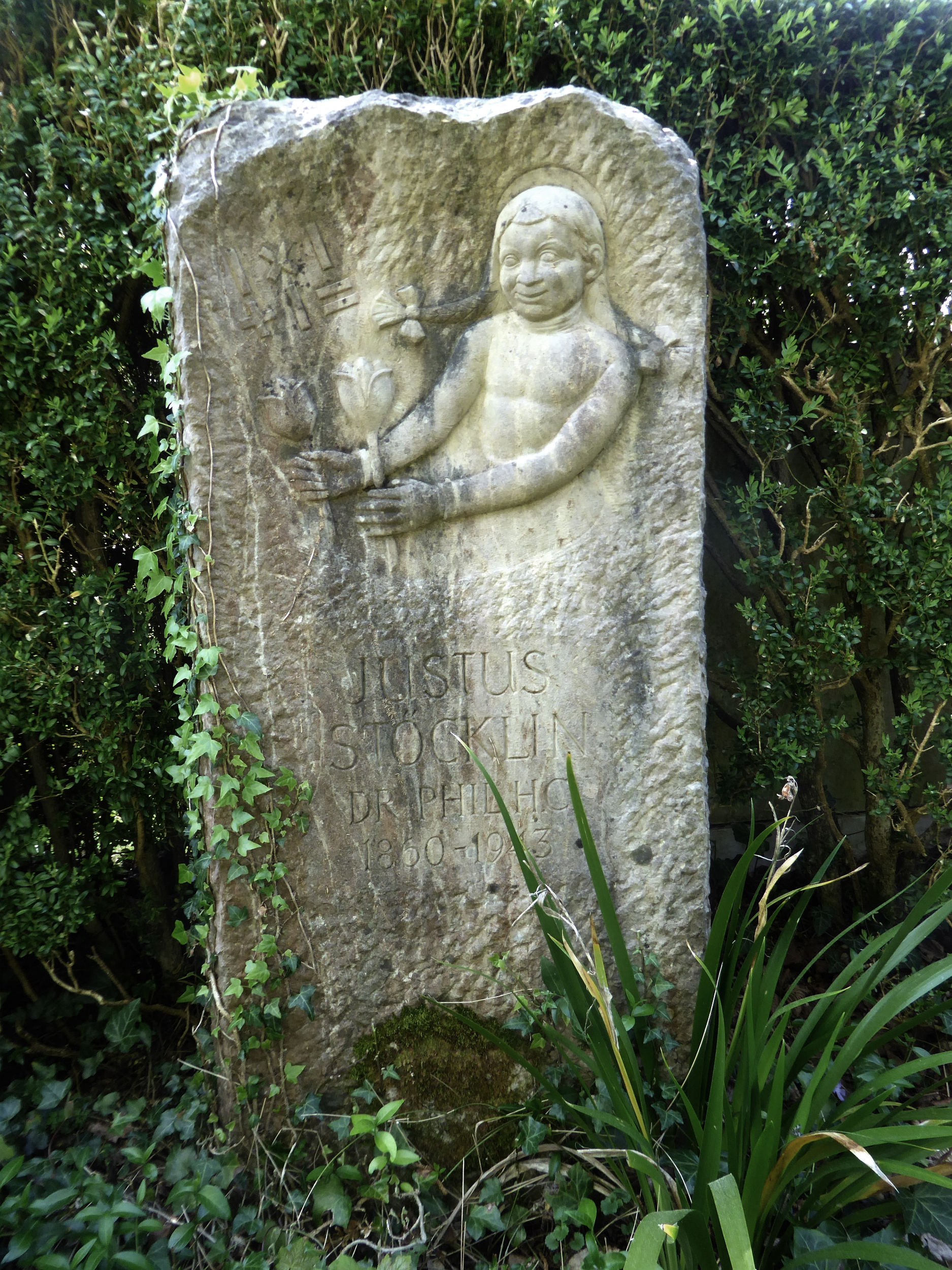
Grab auf dem Friedhof am Hörnli

## Leben und Werk
Justus Stöcklin war ein Sohn des Zimmermanns Peter Stöcklin und der aus Therwil stammenden Anna Maria, geborene Brodbeck. Stöcklin liess sich am Lehrerseminar Kreuzlingen zum Primarlehrer ausbilden. Von 1880 bis 1884 unterrichtete er an der Primarschule von Seltisberg und anschliessend bis 1926 an der Primarschule von Liestal. Seine Ferien verbrachte er oft im Kanton Graubünden. Stöcklin verfasste Lehrmittel für die Primarschule und machte sich einen Namen mit den bis 1937 verfassten Mathematikbüchern, die weit über die Landesgrenzen hinaus zur Anwendung kamen. Für seine Verdienste verlieh ihm die Universität Zürich 1937 den Ehrendoktor.
Zudem schrieb er eine nicht gedruckte dreibändige Schweizer Geschichte, eine Schrift über Erziehungsfragen und den Band Ein Poetennest: literarische Skizze. Stöcklin war 1893 Präsident der kantonalen Lehrerschaft und von 1912 bis 1927 Mitglied des Erziehungsrats Baselland. Er war verantwortlich für den Aufbau der Basellandschaftlichen Lehrer-, Witwen- und Waisenkasse. Diese Tätigkeit sah er als sein eigentliches Lebenswerk an. Stöcklin gehörte 1898 zu den Mitbegründern der Buchdruckerei «Landschäftler & Co. Liestal» und war dort viele Jahre Präsident des Verwaltungsrats.
Stöcklin heiratete 1885 Martha, geborene Spinnler und fand seine letzte Ruhestätte auf dem Friedhof am Hörnli.